# Discografia de King Crimson
O King Crimson, banda britânica de rock progressivo fundada em 1968, é frequentemente associada ao movimento do rock progressivo, mas sua música desafia classificações simples. Desde o seu início até hoje, a banda se reinventou várias vezes, explorando diversos estilos musicais e apresentando diferentes formações. O grupo incorporou elementos da música clássica, jazz, folk, heavy metal, hard rock, drum and bass, gamelão, industrial, eletrônica, rock psicodélico, experimental e new wave. Exerceram uma forte influência no movimento de rock progressivo do início dos anos 1970, incluindo contemporâneos como Yes e Genesis, e continuam a inspirar as gerações subsequentes de artistas em vários gêneros. A banda com o passar dos anos ganhou um extenso culto de seguidores.
A Discografia do King Crimson é composta por 13 álbuns de estúdio, 15 álbuns ao vivo, 13 coletâneas, 3 EP's, 10 singles, 6 álbuns de vídeo e 9 box sets. Seu álbum de estreia, In the Court of the Crimson King (1969), continua sendo seu lançamento de maior sucesso comercial e de grande influência, com uma potente mistura de jazz, música clássica e experimental.

## Álbuns

### Álbuns de estúdio
| Título                                                                                    | Detalhes                                                 | Posição | Posição | Posição | Posição | Posição | Posição | Posição | Posição | Posição | Posição | Certificações                         |
| Título                                                                                    | Detalhes                                                 | UK      | AUS     | CAN     | FRA     | GER     | ITA     | NOR     | POL     | SWE     | US      | Certificações                         |
| ----------------------------------------------------------------------------------------- | -------------------------------------------------------- | ------- | ------- | ------- | ------- | ------- | ------- | ------- | ------- | ------- | ------- | ------------------------------------- |
| In the Court of the Crimson King                                                          | - Lançamento: 10 de outubro de 1969 - Gravadora: Island  | 5       | 7       | 27      | —       | —       | 89      | —       | —       | —       | 28      | - UK: Ouro - CAN: Platina - EUA: Ouro |
| In the Wake of Poseidon                                                                   | - Lançamento: 15 de maio de 1970 - Gravadora: Island     | 4       | 17      | 28      | —       | —       | —       | —       | —       | —       | 31      |                                       |
| Lizard                                                                                    | - Lançamento: 11 de dezembro de 1970 - Gravadora: Island | 26      | 19      | 60      | —       | —       | —       | —       | —       | —       | 113     |                                       |
| Islands                                                                                   | - Lançamento: 3 de dezembro de 1971 - Gravadora: Island  | 30      | 49      | 52      | —       | 35      | 21      | —       | —       | —       | 76      |                                       |
| Larks' Tongues in Aspic                                                                   | - Lançamento: 23 de março de 1973 - Gravadora: Island    | 20      | —       | 56      | —       | —       | 8       | —       | —       | —       | 61      |                                       |
| Starless and Bible Black                                                                  | - Lançamento: 29 de março de 1974 - Gravadora: Island    | 28      | 73      | 75      | —       | —       | 7       | —       | —       | —       | 64      |                                       |
| Red                                                                                       | - Lançamento: 1 de outubro de 1974 - Gravadora: Island   | 45      | 94      | —       | —       | —       | —       | —       | —       | —       | 66      |                                       |
| Discipline                                                                                | - Lançamento: 22 de setembro de 1981 - Gravadora: E.G.   | 41      | —       | 18      | 17      | —       | —       | —       | —       | 37      | 45      |                                       |
| Beat                                                                                      | - Lançamento: 18 de junho de 1982 - Gravadora: E.G.      | 39      | —       | 47      | —       | —       | —       | 24      | —       | —       | 52      |                                       |
| Three of a Perfect Pair                                                                   | - Lançamento: 26 de março de 1984 - Gravadora: E.G.      | 30      | —       | 43      | —       | 58      | —       | —       | —       | —       | 58      |                                       |
| THRAK                                                                                     | - Lançamento: 25 de abril de 1995 - Gravadora: E.G.      | 58      | —       | —       | —       | —       | —       | —       | —       | —       | 83      |                                       |
| The Construkction of Light                                                                | - Lançamento: 23 de maio de 2000 - Gravadora: Virgin     | 129     | —       | —       | —       | 67      | 17      | —       | —       | —       | —       |                                       |
| The Power to Believe                                                                      | - Lançamento: 4 de março de 2003 - Gravadora: Sanctuary  | 162     | —       | —       | 128     | 65      | 45      | —       | 18      | —       | 150     |                                       |
| "—" denota uma gravação que não entrou nas paradas ou não foi lançada naquele território. |                                                          |         |         |         |         |         |         |         |         |         |         |                                       |

### Álbuns ao vivo
| Ano  | Detalhes |
| ---- | --- |
| 1972 | Earthbound - Lançamento: 9 de junho de 1972 - Gravação: 11 de fevereiro — 10 de março de 1972 - Gravadora: Island                                               |
| 1975 | USA - Lançamento: 3 de maio de 1975 - Gravação: 28–30 de junho 1974 - Gravadora: Island                                                                         |
| 1992 | The Great Deceiver - Lançamento: 30 de outubro de 1992 - Gravação: 1973–1974 - Gravadora: Virgin                                                                |
| 1995 | B'Boom: Live in Argentina - Lançamento: 22 de agosto de 1995 - Gravação: 1994 - Gravadora: DGM                                                                  |
| 1996 | Thrakattak - Lançamento: 1996 - Gravação: 1995 - Gravadora: DGM                                                                                                 |
| 1997 | Epitaph - Lançamento: 1997 - Gravação: 1969 - Gravadora: DGM |
| 1997 | The Night Watch - Lançamento: 1997 - Gravação: 23 de novembro de 1973 - Gravadora: DGM                                                                          |
| 1998 | Absent Lovers: Live in Montreal - Lançamento: 23 de junho de 1998 - Gravação: 11 de julho de 1984 - Gravadora: DGM                                              |
| 1999 | Live in Mexico City - Lançamento: 1999 - Gravação: 2–4 de agosto de 1996 - Gravadora: DGM                                                                       |
| 1999 | The ProjeKcts - Lançamento: 26 de outubro de 1999 - Gravação: 1997–1999 - Gravadora: DGM                                                                        |
| 2000 | Heavy Construkction - Lançamento: 2000 - Gravação: Maio – julho de 2000 - Gravadora: DGM                                                                        |
| 2001 | Vrooom Vrooom - Lançamento: 13 de novembro de 2001 - Gravação: 30 de junho de 1995 – 4 de agosto de 1996 - Gravadora: DGM                                       |
| 2002 | Ladies of the Road - Lançamento: 12 de novembro de 2002 - Gravação: 1971–1972 - Gravadora: DGM                                                                  |
| 2003 | EleKtrik: Live in Japan - Lançamento: 2003 - Gravação: 16 de abril de 2003 - Gravadora: DGM                                                                     |
| 2015 | Live at the Orpheum - Lançamento: 2015 - Gravação: 30 de setembro – 1 de outubro de 2014 - Gravadora: DGM                                                       |
| 2016 | Live in Toronto - Lançamento: 2016 - Gravação: 20 de novembro de 2015 - Gravadora: DGM                                                                          |
| 2016 | Radical Action to Unseat the Hold of Monkey Mind - Lançamento: 2016 - Gravação: 31 de agosto – 21 de dezembro de 2015 - Gravadora: DGM                          |
| 2017 | Live in Chicago - Lançamento: 2017 - Gravação: 28 de junho de 2017 - Gravadora: DGM                                                                             |
| 2018 | Live in Vienna - Lançamento: 2018 - Gravação: 1 de dezembro de 2016 - Gravadora: DGM                                                                            |
| 2018 | Meltdown: Live in Mexico City - Lançamento: 20 de outubro de 2018 - Gravação: Julho de 2017, Teatro Metropolitan, Cidade do México - Gravadora: DGM             |
| 2019 | Audio Diary 2014–2018 - Lançamento: 27 de setembro de 2019 - Gravação: 2014–2018 - Gravadora: DGM                                                               |
| 2021 | Music is our Friend: Live in Washington and Albany, 2021 - Lançamento: 19 de novembro de 2021 - Gravação: 22 de agosto, 11 de setembro de 2021 - Gravadora: DGM |

#### King Crimson Collectors' Club (Clube de Colecionadores)
| Ano  | N° KCCC  | Título                                    | Gravação | Formação                               | Box                         |
| ---- | -------- | ----------------------------------------- | -------- | -------------------------------------- | --------------------------- |
| 1998 | No.01    | Live at the Marquee                       | 1969     | Fripp/Giles/Lake/McDonald/Sinfield     | Box 1, 1969                 |
| 1998 | No.02    | Live at Jacksonville                      | 1972     | Fripp/Collins/Burrell/Wallace          | Box 2, 1971–1972            |
| 1999 | No.03    | The Beat Club, Bremen                     | 1972     | Fripp/Bruford/Wetton/Cross/Muir        | Box 3, 1972–1974            |
| 1999 | No.04    | Live at Cap D'Agde                        | 1982     | Fripp/Bruford/Belew/Levin              | Box 4, 1981–1982            |
| 1999 | No.05–06 | On Broadway                               | 1995     | The Double Trio                        | Box 5, 1995–after           |
| 1999 | No.08    | The Vrooom Sessions                       | 1994     | The Double Trio                        | Box 7, Session & Rehearsals |
| 2000 | No.09    | Live at Summit Studios                    | 1972     | Fripp/Collins/Burrell/Wallace          | Box 2, 1971–1972            |
| 2000 | No.10    | Live in Central Park, NYC                 | 1974     | Fripp/Bruford/Wetton/Cross             | Box 3, 1972–1974            |
| 2000 | No.11    | Discipline: Live At Moles Club, Bath 1981 | 1981     | Fripp/Bruford/Belew/Levin              | Box 4, 1981–1982            |
| 2000 | No.12    | Live in Hyde Park                         | 1969     | Fripp/Giles/Lake/McDonald/Sinfield     | Box 1, 1969                 |
| 2000 | No.13    | Nashville Rehearsals                      | 1997     | The Double Trio                        | Box 7, Session & Rehearsals |
| 2001 | No.14    | Live at Plymouth Guildhall                | 1971     | Fripp/Collins/Burrell/Wallace/Sinfield | Box 2, 1971–1972            |
| 2001 | No.15    | Live in Mainz                             | 1974     | Fripp/Bruford/Wetton/Cross             | Box 3, 1972–1974            |
| 2001 | No.16    | Live in Berkeley, CA                      | 1982     | Fripp/Bruford/Belew/Levin              | Box 4, 1981–1982            |
| 2001 | No.18    | Live in Detroit, MI                       | 1971     | Fripp/Collins/Burrell/Wallace/Sinfield | Box 2, 1971–1972            |
| 2002 | No.19    | Live in Nashville, TN                     | 2001     | The Double Duo                         | Box 5, 1995–after           |
| 2002 | No.20    | Live at the Zoom Club                     | 1972     | Fripp/Bruford/Wetton/Cross/Muir        | Box 3, 1972–1974            |
| 2002 | No.21    | The Champaign–Urbana Sessions             | 1983     | Fripp/Bruford/Belew/Levin              | Box 7, Session & Rehearsals |
| 2003 | No.23    | Live in Orlando, FL                       | 1972     | Fripp/Collins/Burrell/Wallace          | Box 2, 1971–1972            |
| 2003 | No.24    | Live in Guildford                         | 1972     | Fripp/Bruford/Wetton/Cross/Muir        | Box 3, 1972–1974            |
| 2004 | No.25    | Live at Fillmore East                     | 1969     | Fripp/Giles/Lake/McDonald/Sinfield     | Box 1, 1969                 |
| 2004 | No.26    | Live in Philadelphia, PA                  | 1982     | Fripp/Bruford/Belew/Levin              | Box 4, 1981–1982            |
| 2005 | No.28    | Live in Warsaw                            | 2000     | The Double Duo                         |                             |
| 2005 | No.29    | Live in Heidelberg                        | 1974     | Fripp/Bruford/Wetton/Cross             |                             |
| 2005 | No.30    | Live in Brighton                          | 1971     | Fripp/Collins/Burrell/Wallace/Sinfield |                             |
| 2006 | No.31    | Live at the Wiltern                       | 1995     | The Double Trio                        | Box 5, 1995-after           |
| 2006 | No.32    | Live in Munich                            | 1982     | Fripp/Bruford/Belew/Levin              | Box 4, 1981–1982            |
| 2007 | No.35    | Live in Denver                            | 1972     | Fripp/Collins/Burrell/Wallace          |                             |
| 2007 | No.36    | Live in Kassel                            | 1974     | Fripp/Bruford/Wetton/Cross             |                             |
| 2008 | No.37    | Live at the Pier, NYC                     | 1982     | Fripp/Bruford/Belew/Levin              |                             |
| 2008 | No.38    | Live in Philadelphia, PA                  | 1996     | The Double Trio                        |                             |
| 2008 | No.39    | Live in Milan                             | 2003     | The Double Duo                         |                             |
| 2009 | No.40    | Live in Boston, MA                        | 1972     | Fripp/Collins/Burrell/Wallace          |                             |
| 2009 | No.41    | Live in Zurich                            | 1973     | Fripp/Bruford/Wetton/Cross             |                             |
| 2010 | No.43    | Live in Chicago, IL                       | 1995     | The Double Trio                        |                             |
| 2010 | No.44    | Live in New Haven, CT                     | 2003     | The Double Duo                         |                             |
| 2011 | No.45    | Live in Toronto                           | 1974     | Fripp/Bruford/Wetton/Cross             |                             |
| 2012 | No.46    | Live at the Marquee                       | 1971     | Fripp/Collins/Burrell/Wallace/Sinfield |                             |
| 2016 | No.42    | Rehearsals & Blows                        | 1983     | Fripp/Bruford/Belew/Levin              |                             |
| 2019 | No.48    | Live in Newcastle                         | 1972     | Fripp/Bruford/Wetton/Cross/Muir        |                             |

#### Collectable King Crimson
| Ano  | Título                                                                                          |
| ---- | ----------------------------------------------------------------------------------------------- |
| 2006 | Collectable King Crimson: Vol. 1: Live in Mainz 1974 & Live in Asbury Park 1974                 |
| 2007 | Collectable King Crimson: Vol. 2: Live at Moles Club, Bath & Live in Philadelphia, PA           |
| 2008 | Collectable King Crimson: Vol. 3: Live At Shepherds Bush Empire – London, England, July 1, 1996 |
| 2009 | Collectable King Crimson: Vol. 4: Live in Warsaw 2000                                           |
| 2010 | Collectable King Crimson: Vol. 5: Live in Nakano Sun Plaza, Tokyo, October 5/6, 1995            |

#### DGM ao vivo
Lançamentos adicionais nos moldes do Collector's Club estão sendo disponibilizados no DGM Live.  Este é o novo site da Discipline Global Mobile, incluindo notícias de King Crimson/Robert Fripp, diários online de Robert Fripp e The Vicar e lançamentos em andamento disponíveis para download nos formatos MP3 e FLAC.
Os lançamentos incluem extensas gravações ao vivo de King Crimson e Robert Fripp, além de algum material de estúdio inédito. Desde o lançamento do site, alguns shows foram disponibilizados às vezes dentro de dias ou semanas da apresentação. Observou-se que os lançamentos do Collector's Club também serão disponibilizados para download no site. Em 1º de novembro de 2007, havia 118 lançamentos disponíveis no site.
Seleções notáveis: 
- Jazz Club Chesterfield, England, September $1, 1969 (2010)
- Fillmore East New York, N.Y., USA, November 21, 1969 (2006)
- Armoury – Wilmington, Delaware, Feb. 11, 1972 (2008)
- The Barn – Peoria, IL, March 10, 1972 (2011)
- Apollo Glasgow, Scotland, October 23, 1973 (2006)
- Stanley Theatre Pittsburgh, PA, April 29, 1974 (2009)
- Penn State University University Park, Pennsylvania, June 29, 1974 (2007)
- Park West Chicago, Illinois, August $1, 2008 (2008)

### Álbuns de compilação
Principalmente gravações de estúdio, algumas incorporando gravações ao vivo.
| Ano   | Detalhes |
| ----- | --- |
| 1976  | A Young Person's Guide to King Crimson - Lançamento: Março de 1976 - Gravação: 1969–1974 - Gravadora: Island                  |
| 1986  | The Compact King Crimson - Lançamento: 1986 - Gravação: 1969–1986 - Gravadora: E.G.                                           |
| 1991  | Heartbeat: The Abbreviated King Crimson - Lançamento: 1991 - Gravação: 1969–1984 - Gravadora: Caroline                        |
| 1991  | Frame by Frame: The Essential King Crimson - Lançamento: 1991 - Gravação: 1969–1984 - Gravadora: Caroline                     |
| 1993  | Sleepless: The Concise King Crimson - Lançamento: 1993 - Gravação: 1969–1983 - Gravadora: Caroline                            |
| 1999  | Cirkus: The Young Persons' Guide to King Crimson Live - Lançamento: 25 de maio 1999 - Gravação: 1969–1998 - Gravadora: Virgin |
| 1999  | The Deception of the Thrush: A Beginners' Guide to ProjeKcts - Lançamento: 1999 - Gravação: 1997–1999 - Gravadora: DGM        |
| 2000  | A Beginners' Guide to the King Crimson Collectors' Club - Lançamento: 2000 - Gravação: 1969–1998 - Gravadora: DGM             |
| 2003  | The Power to Believe Tour Box - Lançamento: 2003 - Gravação: 2002–2003 - Gravadora: DGM                                       |
| 2004  | The 21st Century Guide to King Crimson – Volume One – 1969–1974 - Lançamento: 2004 - Gravação: 1969–1975 - Gravadora: DGM     |
| 2005  | The 21st Century Guide to King Crimson – Volume Two – 1981–2003 - Lançamento: 2005 - Gravação: 1981–2003 - Gravadora: DGM     |
| 2006  | The Condensed 21st Century Guide to King Crimson - Lançamento: 2006 - Gravação: 1969–2003 - Gravadora: DGM                    |
| 2008  | 40th Anniversary Tour Box - Lançamento: 2008 - Gravação: 1969–2008 - Gravadora: DGM                                           |
| 2014  | The Elements of King Crimson 2014 - Lançamento: 2014 - Gravação: 1969–2014 - Gravadora: DGM                                   |
| 2015  | The Elements of King Crimson 2015 - Lançamento: 2015 - Gravação: 1969–2015 - Gravadora: DGM                                   |
| 2016  | The Elements of King Crimson 2016 - Lançamento: 2016 - Gravação: 1969–2016 - Gravadora: DGM                                   |
| 2017  | The Elements of King Crimson 2017 - Lançamento: 2017 - Gravação: 1969–2017 - Gravadora: DGM                                   |
| 2018  | The Elements of King Crimson 2018 - Lançamento: 2018 - Gravação: 1969–2018 - Gravadora: DGM                                   |
| 2019  | The Elements of King Crimson 2019 - Lançamento: 2019 - Gravação: 1969–2018 - Gravadora: DGM                                   |
| 2020  | The Elements of King Crimson 2020 - Lançamento: 2020 - Gravação: 1969–2019 - Gravadora: DGM                                   |
| 2020? | A MOJO Anthology: Rare, classic, unusual and live 1969-2019 - Lançamento: 2020? - Gravadora: MOJO                             |
| 2021  | The Elements of King Crimson 2021 - Lançamento: 2021 - Gravação: 1968–2019 - Gravadora: DGM                                   |

### Box sets
Principalmente parte do cronograma de lançamento da '40th Anniversary Edition' - mas grandes lançamentos em si.
| Ano  | Detalhes |
| ---- | --- |
| 2010 | In the Court of the Crimson King – 40th Anniversary edition – box set - Conjunto de 6 discos (5 CDs e 1 DVD)                                 |
| 2012 | Larks' Tongues in Aspic – 40th Anniversary edition – box set - Conjunto de 15 discos (13 CDs, 1 disco de áudio Blu-ray e 1 DVD-A)            |
| 2013 | The Road to Red – 40th Anniversary edition – box set - Conjunto de 24 discos (21 cds, 2 discos Blu-ray e 1 DVD)                              |
| 2014 | Starless – 40th Anniversary edition – box set - Conjunto de 27 discos (23 CDs, 2 discos de áudio Blu-ray e 2 DVD-As)                         |
| 2015 | THRAK – 40th Anniversary edition – box set - Conjunto de 16 discos (12 CDs, 2 discos Blu-ray, 1 DVD-A e 1 DVD)                               |
| 2016 | On (and off) The Road (1981–1984) – 40th Anniversary edition – box set - Conjunto de 19 discos (11 CDs, 3 discos Blu-ray, 3 DVD-As e 2 DVDs) |
| 2017 | Sailors' Tales (1970–1972) – 40th Anniversary edition – box set - Conjunto de 27 discos (21 CDs, 4 discos Blu-ray e 2 DVDs)                  |
| 2019 | Heaven & Earth – 50th Anniversary edition – box set - Conjunto de 24 discos (18 CDs, 4 discos Blu-Ray e 2 DVD-As)                            |
| 2020 | The Complete 1969 Recordings - box set - Conjunto de 26 discos (20 CDs, 4 discos Blu-Ray e 2 DVD-As)                                         |
| 2022 | Film Expanded Set - In the Court of The Crimson King - King Crimson at 50 - Conjunto de 8 discos (2 discos Blu-Ray, 2 DVDs e 4 CDs)          |

### EPs
Principalmente gravações de estúdio, algumas incorporando gravações ao vivo.
| Ano  | Detalhes                                                                            |
| ---- | ----------------------------------------------------------------------------------- |
| 1994 | VROOOM - Lançamento: 1994 - Gravadora: DGM                                          |
| 2001 | Level Five - Lançamento: 2001 - Gravadora: DGM                                      |
| 2002 | Happy with What You Have to Be Happy With - Lançamento: 2002 - Gravadora: Sanctuary |
| 2015 | 2014 Live EP (Cyclops EP) - Lançamento: 2015 - Gravadora: DGM                       |
| 2017 | Heroes - Lançamento: 2017 - Gravadora: DGM                                          |
| 2018 | Uncertain Times (2 Vinyl 10" EP) - Lançamento: 2018 - Gravadora: DGM                |

## Singles
Inclui apenas singles lançados comercialmente, em vários territórios.   Os videoclipes foram lançados para "Heartbeat" e "Sleepless".
| Ano                                                                                    | Single                          | Posição | Posição | Posição | Álbum                                  |
| Ano                                                                                    | Single                          | UK      | US      | USRock  | Álbum                                  |
| -------------------------------------------------------------------------------------- | ------------------------------- | ------- | ------- | ------- | -------------------------------------- |
| 1969                                                                                   | "The Court of the Crimson King" | —       | 80      | —       | In the Court of the Crimson King       |
| 1970                                                                                   | "Cat Food"                      | —       | —       | —       | In the Wake of Poseidon                |
| 1974                                                                                   | "The Night Watch"               | —       | —       | —       | Starless and Bible Black               |
| 1976                                                                                   | "Epitaph"                       | —       | —       | —       | A Young Person's Guide to King Crimson |
| 1981                                                                                   | "Matte Kudasai"                 | 76      | —       | —       | Discipline                             |
| 1981                                                                                   | "Thela Hun Ginjeet"             | —       | —       | —       | Discipline                             |
| 1982                                                                                   | "Heartbeat"                     | —       | —       | 57      | Beat                                   |
| 1984                                                                                   | "Sleepless"                     | 79      | —       | 51      | Three of a Perfect Pair                |
| 1995                                                                                   | "Dinosaur"                      | —       | —       | —       | Thrak                                  |
| 1995                                                                                   | "Sex Sleep Eat Drink Dream"     | —       | —       | —       | Thrak                                  |
| "—" denota lançamentos que não chegaram às paradas ou não foram lançados naquele país. |                                 |         |         |         |                                        |

Notas:
1. ↑  Relançado em 2020 com faixas adicionais
2. ↑  Lançado no Reino Unido
3. ↑  Lançado na Espanha
4. ↑  Lançado nos EUA
5. ↑  Lançado nos EUA

### KC50
Esta série, lançada ao longo de 50 semanas de 2019, visa documentar "faixas raras ou incomuns" dos arquivos da DGM.  Cada lançamento é acompanhado por comentários de David Singleton.
| N° | Título                                           | Gravação                           | Lançamento                   | Notas |
| -- | ------------------------------------------------ | ---------------------------------- | ---------------------------- | --- |
| 01 | 21st Century Schizoid Man (Radio Edit)           | 1969                               | 1991                         | Edição da gravação original de Heartbeat: The Abbreviated King Crimson. |
| 02 | The Terrifying Tale Of Thela Hun Ginjeet         | 1981, 1982                         | 2008                         | Compilação de recitações por Robert Fripp e Adrian Belew, bem como uma performance ao vivo de 1982. De 40th Anniversary Tour Box |
| 03 | Cadence And Cascade (Four Singers)               | 1970, 1991, 2017                   | 2019                         | Edição com vocais de quatro membros: Greg Lake, Gordon Haskell, Adrian Belew e Jakko Jakszyk. Anteriormente inédito. |
| 04 | The Mincer/Law Of Maximum Distress               | 1973                               | 2014                         | Edite com partes adicionais da improvisação usada para criar "The Mincer". De Starless. |
| 05 | Inner Garden (Complete)                          | 1994                               | 2015                         | Performance de "Inner Garden" apresentando ambas as partes tocadas continuamente. de THRAK Box. |
| 06 | Larks' Tongues In Aspic Part I (David/Jamie)     | 1972                               | 2012                         | Outtake de Larks' Tongues In Aspic: The Complete Recordings. |
| 07 | Ladies Of The Road (Frame By Frame Remix)        | 1971, 1991                         | 2006, 2011, 2017             | Remix de Robert Fripp e David Singleton, excluído de Frame By Frame: The Essential King Crimson. Lançado anteriormente no DGM Live, bem como parte de Islands (40th Anniversary Edition) e Sailors' Tales.                                                                         |
| 08 | Space Groove II (Edit)                           | 1997                               | 2019                         | Edição inédita da gravação original de Space Groove. |
| 09 | Eyes Wide Open (Acoustic Version)                | 2002                               | 2002                         | De Happy with What You Have to Be Happy With. |
| 10 | Prince Rupert Awakes (Featuring Keith Tippett)   | 1970                               | 2016, 2017                   | Piano isolado retirado das fitas multitrack. Anteriormente lançado no DGM Live e como parte de Sailors' Tales. |
| 11 | Requiem (Extended Version)                       | 1982                               | 2016                         | De Beat (40th Anniversary Edition) e On (and off) The Road. |
| 12 | Starless/Red (Edit)                              | 1974                               | 1991                         | Edite apresentando a primeira seção de "Starless" e a totalidade de "Red". De Frame By Frame: The Essential King Crimson. |
| 13 | Yoli Yoli                                        | 1983                               | 2016                         | Música não utilizada lançada anteriormente no DGM Live e como parte do On (and off) The Road. |
| 14 | FraKctured                                       | 2000, 2019                         | 2019                         | Lançado como uma prévia do então vindouro box Heaven & Earth. Remix apresentado em The ReConstruKction Of Light. |
| 15 | Travel Weary Capricorn/Mars                      | 1969                               | 1997, 2019                   | Edição inédita de duas faixas apresentadas em Epitaph. |
| 16 | The Sheltering Sky                               | 1982                               | 1984, 1997, 2004, 2012, 2016 | Apresentação ao vivo do show da banda em 27 de agosto de 1982 em Frejus. Anteriormente lançado em vídeo como parte de The Noise: Live At Frejus, Neal And Jack And Me e On (and off) The Road. Anteriormente lançado como áudio no DGM Live e como parte de On (and off) The Road. |
| 17 | Dinosaur (Single Edit)                           | 1994                               | 1995, 2015                   | Uma das duas edições "Dinosaur", lançadas anteriormente em vários singles de 1995 e como parte da THRAK Box. |
| 18 | Medley                                           | 1969, 1970, 1971, 1974, 1981, 1984 | 1991                         | Uma edição de um minuto e meio projetada para mostrar a amplitude da discografia (então completa) do King Crimson. De Heartbeat: The Abbreviated King Crimson. |
| 19 | The Light Of Day (Improv)                        | ?                                  | 2011, 2015                   | Esta não é exatamente a improvisação original, pois apresenta overdubs de Mel Collins, Tony Levin e Gavin Harrison. Anteriormente lançado na edição CD/DVD-A de A Scarcity of Miracles and The Elements Of King Crimson.                                                           |
| 20 | Fracture                                         | 1973                               | 1974, 1997, 2014             | Remix de Steven Wilson da performance ao vivo apresentada em Starless e Bible Black e The Night Watch. |
| 21 | Two Hands (Redux)                                | 1982                               | 2016                         | Remix de Alex Mundy e David Singleton. Anteriormente lançado como parte de On (and off) The Road. |
| 22 | Elektrik                                         | 2002                               | 2003, 2019                   | Lançado como uma prévia do então vindouro box Heaven & Earth. Remasterização com elementos multipista adicionais, conforme apresentado em The Power To Believe (40th Anniversary Edition).                                                                                         |
| 23 | Peace (Suite)                                    | 1970                               | 2019                         | Edição inédita que combina cada parte de "Peace". |
| 24 | Asbury Park (Complete)                           | 1974                               | 2005, 2013                   | Versão sem cortes da improvisação apresentada em USA, remixada por Steven Wilson. |
| 25 | Islands (Jakko Jakszyk Vocal)                    | 1971, 2016                         | 2017                         | Overdub vocal de Jakko Jakszyk de "Islands" de Sailors' Tales. |
| 26 | Bolero (Frame By Frame Remix)                    | 1971, 1991                         | 1991, 2009, 2015, 2017       | Overdub de baixo de Tony Levin de "Bolero - The Peacock's Tale" de Frame By Frame. |
| 27 | Level Five                                       | 2017                               | 2018                         | De Meltdown: Live in Mexico City. |
| 28 | Matte Kudasai (Alternate Intro)                  | 1981                               | 2019                         | Edição inédita com a guitarra principal de Robert Fripp. |
| 29 | Fans, Sloth, Nuns, Felons                        | 1996                               | 2015                         | De THRAK Box. |
| 30 | Epitaph (Greg Lake Vocal)                        | 1969                               | 2019                         | Retirado da mixagem 5.1 do 40º aniversário com faixas adicionadas no final. Anteriormente inédito. |
| 31 | Doctor Diamond                                   | 1974                               | 2001, 2006, 2012, 2014       | Apresentação ao vivo do show da banda em 30 de março de 1974 em Mainz. Lançado anteriormente como parte das séries Collectors' Club e Collectible King Crimson, no DGM Live e como parte de Starless.                                                                              |
| 32 | Three Of A Perfect Pair (Acapella Intro)         | 1984                               | 2019                         | Edição inédita. |
| 33 | Form No. 1                                       | 2004                               | 2005, 2017                   | Anteriormente lançado em The 21st Century Guide To King Crimson: Volume Two e The Elements of King Crimson. |
| 34 | Book Of Saturday (Alternate Take)                | 1972                               | 2012                         | De Larks' Tongues In Aspic: The Complete Recordings. |
| 35 | Dangerous Curves (New Edit)                      | 2001                               | 2019                         | Nova edição que combina a performance de "Dangerous Curves" de Level Five com o final da versão de estúdio. |
| 36 | Cat Food (Alternate Mix)                         | 1970                               | 2019                         | Mix recentemente editado que destaca o piano de Keith Tippett. |
| 37 | The ConstruKction Of Light (Complete)            | 2000, 2019                         | 2019                         | Letras extras inéditas aparecem na peça. Fora isso, a mixagem é a mesma de The ReConstruKction Of Light. |
| 38 | Larks' Tongues In Aspic Part II (Alternate Take) | 1972                               | 2012                         | Lançado anteriormente como parte de Larks' Tongues In Aspic: The Complete Recordings. |
| 39 | Walking On Air                                   | 1995                               | 1995, 2015                   | Uma apresentação ao vivo do show da banda em 1º de julho de 1995 em Los Angeles. Lançado anteriormente no single Sex Sleep Eat Drink Dream e como parte de THRAK Box. |
| 40 | 21st Century Schizoid Man (Morgan Studios)       | 1969, 2019                         | 2019                         | Tomada alternativa de "21st Century Schizoid Man" antes da banda se mudar para o Wessex Studios. Apresenta overdubs de Mel Collins e Jakko Jakszyk. Lançado como uma prévia da então futura edição do 50º aniversário de In the Court of the Crimson King.                         |
| 41 | Groon (Take 15)                                  | 1970                               | 2010, 2017                   | Versão alternativa de "Groon" lançada anteriormente em In The Wake Of Poseidon (40th Anniversary Edition) e Sailors' Tales. |
| 42 | Elephant Talk                                    | 1995                               | 1999                         | Extraído de uma apresentação ao vivo em 5 ou 6 de outubro de 1995, em Tóquio. Lançado anteriormente como parte de Cirkus: The Young Persons' Guide to King Crimson Live. |
| 43 | The Great Deceiver (Single Edit)                 | 1974                               | 2019                         | Edição única inédita de "The Great Deceiver" com um fadeout precoce. |
| 44 | Industrial Zone C (Edit)                         | 1983                               | 2019                         | Edição inédita da gravação original de Three Of A Perfect Pair (40th Anniversary Edition). |
| 45 | Indiscipline                                     | 2017                               | 2017                         | Extraído de uma apresentação ao vivo em 28 de junho de 2017, em Chicago. Lançado anteriormente como parte do Live In Chicago. |
| 46 | Sailor's Tale (Alternate Take)                   | 1971                               | 2019                         | Versão inédita com tomadas de piano, mellotron e guitarra não utilizadas. |
| 47 | One More Red Nightmare (Exposed)                 | 1974                               | 2019                         | Edição inédita destacando elementos ocultos na mixagem final, bem como tomadas alternativas de guitarra e saxofone. |
| 48 | I Talk To The Wind (Judy Dyble Vocal)            | 1968                               | 1976, 1999, 2001             | "I Talk To The Wind" interpretada por Giles, Giles e Fripp com Judy Dyble nos vocais. Lançado anteriormente como parte do A Young Person's Guide to King Crimson, Metamorphosis e The Brondesbury Tapes.                                                                           |
| 49 | Silent Night (New Edit)                          | 1979, 2016                         | 2019                         | Uma edição inédita com overdub vocal de Jakko Jakszyk e o loop Frippertronics original, criando dois versos. |
| 50 | Radical Action/Meltdown (Advance Mix)            | 2018                               | 2019                         | Faixas inéditas da performance em estúdio do King Crimson para o documentário Cosmic FuKc. |

## Vídeos
| Ano  | Detalhes                                                   | Notas                                                                          |
| ---- | ---------------------------------------------------------- | ------------------------------------------------------------------------------ |
| 1982 | The Noise: Frejus                                          | Lançamento em VHS                                                              |
| 1984 | Three of a Perfect Pair: Live in Japan                     | Lançamento em VHS                                                              |
| 1996 | Live in Japan                                              | Lançamento em VHS                                                              |
| 1999 | Deja Vrooom                                                | Reedição do DVD Live in Japan                                                  |
| 2003 | Eyes Wide Open                                             | Conjunto de 2 DVDs, Disco 1: Live in Japan 2003 e Disco 2: Live in London 2000 |
| 2004 | Neal and Jack and Me                                       | DVD, compilação de The Noise: Frejus & Three of a Perfect Pair: Live in Japan  |
| 2012 | Live in Argentina, 1994                                    | Conjunto de 2 DVDs, DVD-Audio & Video, King Crimson Collector's Club No.47     |
| 2022 | In the Court of the Crimson King - King Crimson at 50 Film | 1 Blu-Ray, 1 DVD                                                               |

## ProjeKcts
| ProjeKcts                  | Ano  | Álbum                                                                 | Notas                                              | Box                                      |
| -------------------------- | ---- | --------------------------------------------------------------------- | -------------------------------------------------- | ---------------------------------------- |
| ProjeKct One               | 1998 | Live at the Jazz Café                                                 | Álbum ao vivo, lançamento apenas no Japão          | The ProjeKcts                            |
| ProjeKct One               | 2003 | Jazz Café Suite                                                       | Álbum ao vivo, King Crimson Collector's Club No.22 | Collectors' King Crimson Box 6 ProjeKcts |
| ProjeKct One               | 2007 | London, Jazz Café, England – December 1, 1997                         | DGM Live                                           |                                          |
| ProjeKct One               | 2007 | London, Jazz Café, England – December 2, 1997                         | DGM Live                                           |                                          |
| ProjeKct One               | 2007 | London, Jazz Café, England – December 3, 1997                         | DGM Live                                           |                                          |
| ProjeKct One               | 2005 | London, Jazz Café, England – December 4, 1997                         | DGM Live                                           |                                          |
| ProjeKct Two               | 1998 | Space Groove                                                          | Álbum de estúdio                                   |                                          |
| ProjeKct Two               | 1999 | Live Groove                                                           | Álbum ao vivo, lançamento apenas no Japão          | The ProjeKcts                            |
| ProjeKct Two               | 2001 | Live in Northampton, MA, July 1, 1998                                 | Álbum ao vivo, King Crimson Collector's Club No.17 | Collectors' King Crimson Box 6 ProjeKcts |
| ProjeKct Two               | 2007 | Live in Chicago, IL, June $1, 1998                                    | Álbum ao vivo, King Crimson Collector's Club No.33 | Collectors' King Crimson Box 6 ProjeKcts |
| ProjeKct Two               | 2011 | Ventura Theatre – Ventura, CA, March 18, 1998                         | DGM Live                                           |                                          |
| ProjeKct Two               | 2011 | Palookaville – Santa Cruz, CA, March 20, 1998                         | DGM Live                                           |                                          |
| ProjeKct Two               | 2010 | Great American Music Hall – San Francisco, CA, March 21, 1998         | DGM Live                                           |                                          |
| ProjeKct Two               | 2010 | Great American Music Hall – San Francisco, CA, March 22, 1998         | DGM Live                                           |                                          |
| ProjeKct Two               | 2011 | House of Blues – Los Angeles, CA, March 24, 1998                      | DGM Live                                           |                                          |
| ProjeKct Two               | 2011 | Diamond Hall – Nagoya, Japan, April 7, 1998                           | DGM Live                                           |                                          |
| ProjeKct Two               | 2011 | Heart Beat – Osaka, April 8, 1998                                     | DGM Live                                           |                                          |
| ProjeKct Two               | 2011 | Blitz – Tokyo, Japan, April 9, 1998                                   | DGM Live                                           |                                          |
| ProjeKct Two               | 2011 | Blitz – Tokyo, Japan, April 10, 1998                                  | DGM Live                                           |                                          |
| ProjeKct Two               | 2007 | Jazz Cafe – London, England, April 16, 1998                           | DGM Live                                           |                                          |
| ProjeKct Two               | 2011 | Ronnie Scotts – Birmingham, England, April 18, 1998                   | DGM Live                                           |                                          |
| ProjeKct Two               | 2011 | Ronnie Scotts – Birmingham, England, April 19, 1998                   | DGM Live                                           |                                          |
| ProjeKct Two               | 2011 | 9.30 Club – Washington, D.C., May 1, 1998                             | DGM Live                                           |                                          |
| ProjeKct Two               | 2011 | Bohager's – Baltimore, MD., May 2, 1998                               | DGM Live                                           |                                          |
| ProjeKct Two               | 2011 | Ballroom At The Bellvue – Philadelphia, PA., May 3, 1998              | DGM Live                                           |                                          |
| ProjeKct Two               | 2011 | Toad's Place – New Haven, CT., May 4, 1998                            | DGM Live                                           |                                          |
| ProjeKct Two               | 2010 | Irving Plaza – New York, NY, May 6, 1998                              | DGM Live                                           |                                          |
| ProjeKct Two               | 2010 | Irving Plaza – New York, NY, May 7, 1998                              | DGM Live                                           |                                          |
| ProjeKct Two               | 2011 | Valentines – Albany, NY, US., May 8, 1998                             | DGM Live                                           |                                          |
| ProjeKct Two               | 2011 | Inter-Media Arts Centre – Huntington, NY, May 9, 1998                 | DGM Live                                           |                                          |
| ProjeKct Two               | 2005 | I.C. Light Music Tent – Pittsburgh, Pennsylvania, June 1, 1998        | DGM Live                                           |                                          |
| ProjeKct Two               | 2008 | Odeon – Cleveland, Ohio, June 2, 1998                                 | DGM Live                                           |                                          |
| ProjeKct Two               | 2008 | Park West – Chicago, Illinois, June 5, 1998                           | DGM Live                                           |                                          |
| ProjeKct Two               | 2009 | Majestic Theatre – Detroit, MI, June 7, 1998                          | DGM Live                                           |                                          |
| ProjeKct Two               | 2007 | Somerville Theatre – Somerville, MA., USA, June 28, 1998              | DGM Live                                           |                                          |
| ProjeKct Two               | 2007 | Old Lantern – Charlotte, Vermont, June 30, 1998                       | DGM Live                                           |                                          |
| ProjeKct Two               | 2013 | 18 And 19 February Rehearsals 1998 – Nashville, Tennessee             | DGM Live                                           |                                          |
| ProjeKct Three             | 1999 | Masque                                                                | Álbum ao vivo, lançamento apenas no Japão          | The ProjeKcts                            |
| ProjeKct Three             | 2004 | Live in Austin, TX, 1999                                              | Álbum ao vivo, King Crimson Collectors' Club No.27 | Collectors' King Crimson Box 6 ProjeKcts |
| ProjeKct Three             | 2007 | Live in Alexandria, Virginia, VA, March 3, 2003                       | Álbum ao vivo, King Crimson Collectors' Club No.34 | Collectors' King Crimson Box 6 ProjeKcts |
| ProjeKct Three             | 2009 | Electric Lounge – Austin, Texas, March 21, 1999                       | DGM Live                                           |                                          |
| ProjeKct Three             | 2014 | Cactus Cafe – Austin, Texas, March 22, 1999                           | DGM Live                                           |                                          |
| ProjeKct Three             | 2005 | Cactus Cafe – Austin, Texas, March 23, 1999                           | DGM Live                                           |                                          |
| ProjeKct Three             | 2007 | Poor David's – Dallas, Texas, March 24, 1999                          | DGM Live                                           |                                          |
| ProjeKct Three             | 2014 | Antone's – Dallas, Texas, March 25, 1999                              | DGM Live                                           |                                          |
| ProjeKct Four              | 1999 | West Coast Live                                                       | Álbum ao vivo, lançamento apenas no Japão          | The ProjeKcts                            |
| ProjeKct Four              | 1999 | Live in San Francisco/The Roar of P4                                  | Álbum ao vivo, King Crimson Collectors' Club No.07 | Collectors' King Crimson Box 6 ProjeKcts |
| ProjeKct Four              | 2005 | Fox Theatre – Boulder, Colorado, Oct. 23, 1998                        | DGM Live                                           |                                          |
| ProjeKct Four              | 2011 | Fox Theatre – Boulder, Colorado, Oct. 24, 1998                        | DGM Live                                           |                                          |
| ProjeKct Four              | 2008 | Richard's On Richards – Vancouver, British Columbia, October 27, 1998 | DGM Live                                           |                                          |
| ProjeKct Four              | 2011 | The Fenix – Seattle, WA, Oct. 28, 1998                                | DGM Live                                           |                                          |
| ProjeKct Four              | 2008 | Crystal Ballroom – Portland, OR, October 30, 1998                     | DGM Live                                           |                                          |
| ProjeKct Four              | 2011 | 7th Note – San Francisco, California, Nov. 1, 1998                    | DGM Live                                           |                                          |
| ProjeKct Four              | 2006 | 7th Note – San Francisco, California, Nov. 2, 1998                    | DGM Live                                           |                                          |
| ProjeKct X                 | 2000 | Heaven and Earth                                                      | Álbum de estúdio                                   |                                          |
| ProjeKct Six               | 2006 | East Coast Live                                                       | DGM Live                                           |                                          |
| ProjeKct Six               | 2012 | Berklee Performance Centre – Boston, MA, USA, Oct. $1, 2006           | DGM Live                                           |                                          |
| ProjeKct Six               | 2012 | Nokia Theatre – New York, NY, USA, Oct. $1, 2006                      | DGM Live                                           |                                          |
| ProjeKct Six               | 2012 | Keswick Theatre – Glenside, PA, USA, Oct. $1, 2006                    | DGM Live                                           |                                          |
| ProjeKct Six               | 2012 | State Theatre – Falls Church, VA, USA, Oct. $1, 2006                  | DGM Live                                           |                                          |
| Jakszyk, Fripp and Collins | 2011 | A Scarcity of Miracles – A King Crimson ProjeKct                      | Álbum de estúdio, com Tony Levin & Gavin Harrison  |                                          |